# موریک
موریک (به هلندی: Maurik) یک منطقهٔ مسکونی در هلند است که در بورن (هلند) واقع شده‌است. موریک ۳٬۳۰۰ نفر جمعیت دارد.